# Medal Służby (1917–1921)
Medal Służby (1917–1921) (irl. An Bonn Seirbhíse (1917–1921), ang. The Service Medal (1917-1921)) – irlandzkie odznaczenie wojskowe.

## Historia
Odznaczenie zostało w dniu 26 maja 1942 roku, w 25 rocznicę rozpoczęcia walk o niepodległość Irlandii w 1917 roku, a zakończonych uzyskaniem przez Irlandię niepodległości w lipcu 1921 roku, dla nagrodzenie uczestników tych walk.

## Zasady nadawania
Odznaczenie to posiada dwie klasy (kl. I – medal z okuciem, kl. II – medal bez okucia), nadawane w zależności od zasług uczestników walk o niepodległość Irlandii.
Pierwsza klasa (medal z okuciem) tego medalu nadawana była uczestnikom działań bojowych i walk partyzanckich w okresie od 1 kwietnia 1920 do 11 lipca 1921 roku. 
Druga klasa (medal bez okucia) tego medalu była nadawana członkom organizacji paramilitarnych uczestniczących w działaniach na rzecz uzyskania niepodległości Irlandii, w szczególności członkom Irlandzkiej Armii Republikańskiej, Irlandzkich Ochotników, Irlandzkiej Armii Obywatelskiej i Rady Kobiet Irlandzkich, przy czym dotyczyło to członków, którzy nie brali udziału w walkach, a byli członkami tych organizacji przed 11 lipca 1921 roku przez okres co najmniej 3 miesięcy. 
Łącznie nadano 68 896 medali w obu klasach (w tym – 15 186 kl. I i 51 233 kl. II).

## Opis odznaki
Odznaka odznaczenia owalny krążek o średnicy 39 mm wykonany ze brązu.
Na awersie odznaczenia w środku jest rysunek przedstawiający irlandzkiego żołnierza należącego do tzw. Latających Kolumn, prowadzących walkę o niepodległość Irlandii z wojskami brytyjskimi, w typowym dla tego okresu ubiorze. Po bokach znajdują się herby czterech dzielnic Irlandii. Znajduje się tam również napis w języku irlandzkim ÉI – RE (pol. Irlandia) oraz na obrzeżu poniżej postaci napis COGAḊ NA SAOIRSE (pol. Walka o wolność)
Na rewersie odznaczenia z lewej strony znajduje się gałązka wawrzynku symbolizująca zwycięstwo, w zasadzie rewers jest gładki, z wyjątkiem medali nadawanych rodziną poległych w czasie walk lub zmarłych przed ustanowieniem tego odznaczenia, wtedy na rewersie znajduje się numer odznaczenia i imię i nazwisko odznaczonego.
Medal zawieszony był na dwukolorowej wstążce, czarno – jasnobrązowej, (Black – Tan). Wstążka umieszczona jest na prostokątnym metalowej zawieszce ozdobionej celtyckim ornamentem. Na wstążce medalu kl. I umieszczone jest okucie z napisem w języku irlandzkim CÓṀRAC (pol. Kombatant), co wyróżnia medal od kl. II.